# 尼奧紹號艦隊油料補給艦 (AO-23)
尼奧紹號（USS Neosho，AO-23）是錫馬龍級艦隊油料補給艦的2號艦，也是第2艘以尼奧紹河為名的美國海軍船艦。尼爾紹號是由美國海事委員會（United States Maritime Commission）所訂購，1938年6月22日在位於紐澤西州的聯邦造船與乾塢公司放置龍骨，1939年4月24日下水，擲瓶者為海事委員會主席艾莫理·蘭德（Emory S. Land）少將的夫人伊麗莎白·蘭德（Elizabeth Land），8月7日服役，首任艦長為威廉·穆蘭（William E. A. Mullan）中校。

## 第二次世界大戰

### 珍珠港
尼奧紹號在結束試航之後就進入華盛頓州的普吉特灣海軍造船廠進行改裝作業，到1941年7月7日完工。由於當時美日之間的關係已十分緊張，因此尼奧紹號立即執行從美國西岸運輸航空燃料至珍珠港的任務。12月6日，尼奧紹號抵達珍珠港的福特島海軍航空站，並在午夜時間開始卸下燃油。當時尼奧紹號是繫泊在戰鬥艦奧克拉荷馬號（USS Oklahoma，BB-37）與加利福尼亞號（USS California，BB-44）之間，結果當次日早晨日機攻擊珍珠港時，由於日軍集中攻擊港內的戰鬥艦，因此尼奧紹號也陷入了危機之中，尤其當時艦上的燃油尚未全部卸除。但在艦長約翰·菲利普中校的指揮下，尼奧紹號安全地用倒俥的方式脫離了戰鬥艦群，其艦上的防空火力還擊落一架日機。除了幾枚近接彈，與3人受傷外，尼奧紹號並無其它損傷。

### 珊瑚海之役

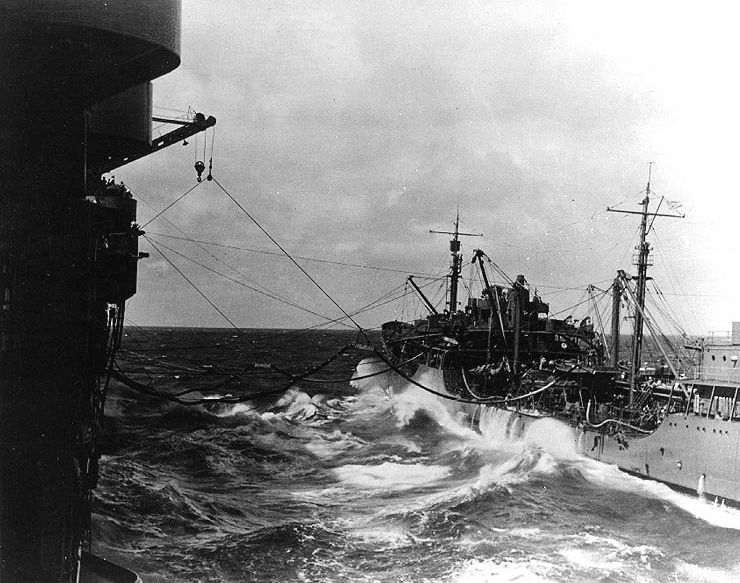
尼奧紹號在珊瑚之役前替約克鎮號航空母艦進行海上油補作業，攝於1942年5月1日

之後五個月的時間，尼奧紹號主要任務是提供航艦部隊的燃料補給。在內切斯號（USS Neches，AO-5）於1月底被日軍潛艇擊沉後，尼奧紹號一度是太平洋艦隊中，在中太平洋海域唯一可資運用的油料補給艦。4月下旬，尼奧紹號與第17特遣艦隊一同在西南太平洋海域行動。由於日軍準備進攻莫尔兹比港，於是尼奧紹號與第17特遣艦前往珊瑚海。5月1日，在與第11特遣艦隊會合後，尼奧紹號便分別替約克鎮號與列克星敦号提供燃料補給。5日夜間特遣艦隊指揮官傑克·弗萊徹少將接獲日軍航艦部隊（即第5航空戰隊）已進入珊瑚海的情報，於是尼奧紹號在6日再度替約克鎮號與重巡洋艦阿斯托里亚号補給燃料。但在11:00時，一架日軍偵察機發現了特遣艦隊 ，弗萊徹少將遂命令尼奧紹號在西姆斯號（USS Sims，DD-409）驅逐艦護航之下，脫離特遣艦隊單獨巡航，以備需要時可提供更多的補給。
7日清晨，日軍第5航空戰隊的偵察機發現了尼奧紹號與西姆斯號，但把她們誤認為航空母艦與巡洋艦，於是日軍航艦立刻發動攻擊。靠著優秀的操舵技巧，尼奧紹號與西姆斯號躲過了連續3波的攻擊。但到12:00以後，日軍發動36架俯衝轟炸機進行攻擊，其中3枚炸彈擊中了西姆斯號，當中1枚命中艦身中段的炸彈隨後引爆了艦上的魚雷，結全艦除16名士官兵獲救外 ，其餘官兵皆隨艦沉沒。至於尼奧紹號，雖然擊落3架日機，但自身被7枚炸彈與1架自殺飛機擊中，除引發致命的大火外，船體也傾斜達30度。但由於損管得宜 ，使得該艦在5月11日被發現時還浮在水面上。尼奧紹號與西姆斯號的生還者，共123位官兵於5月11日登上亨利号（USS Henley，DD-391）驅逐艦，而尼奧紹號也被亨利號以火砲擊沉。
尼奧紹號在攻擊結束後的清點人員中，艦上只有130名官兵，其中15名士官兵來自西姆斯號，5名來自約克鎮號；20名官兵被確認在攻擊中陣亡，另外158名成員（包含4名軍官）失蹤。至少68名士官兵事後證實在攻擊中即放下救生筏離艦，其中64名在筏上死亡，4名在5月16日被荷姆號（USS Helm，DD-388）驅逐艦救起，但最後只有2名回到美國，至於其它90名官兵則從未被尋獲 。從5月7日至13日，在尼奧紹號的生還者中有9名因傷重死亡，最後只剩121名生還者抵達澳洲 。
尼奧紹號在第二次世界大戰中獲得2枚戰星。

## 註解
1. ↑  那是架陸基偵察機，飛行員將情報發送給拉布爾日軍基地，拉布爾將情報發送出去，盟軍電台都截收到，但第5航空戰隊卻並未接獲
2. ↑  但其中1名在7日，另1名在13日死亡，因此最後西姆斯號僅14人生還
3. ↑  其中給水長奧斯卡·派特森（Oscar V. Peterson）雖然在攻擊中受到重傷，但仍盡力關閉許多重要的水門。派特森於5月13日因傷重過世，死後被追贈國會榮譽勳章
4. ↑  當日軍正在攻擊時，艦長曾下令準備棄船，並將機密文件銷毀。但在沒有確實的棄船命令之下，許多官兵眼見西姆斯號因爆炸而沉沒，與本身受創嚴重，隨時有爆炸的危險，因驚慌而自行棄船。這90名失蹤官兵中，只有3名可能在戰鬥中失蹤，其它都是因自行棄船而失蹤
5. ↑  見List of Survivors and Casualties （页面存档备份，存于）－The U.S.S. Neosho (AO-23)

## 外部連結
The U.S.S. Neosho (AO-23) （页面存档备份，存于）

AO-23 Neosho （页面存档备份，存于）

Neosho－Dictionary of American Naval Fighting Ships